# Jack Grealish
Jack Peter Grealish, född 10 september 1995 i Birmingham, är en engelsk fotbollsspelare som spelar för Everton i Premier League och det engelska landslaget. 
Grealish kom till Aston Villa vid sex års ålder och gjorde sin debut för klubben i maj 2014, efter ett lån i Notts County. 2021 skrev Grealish på för Manchester City, en övergång som var värd 100 miljoner pund (ca 1 miljard kronor), vilket gjorde honom till den dyraste engelska spelaren någonsin.
Grealish är född i England men har irländsk härkomst, vilket leder till att han kan representera antingen England eller Irland internationellt. Grealish spelade för Irland på flera ungdomsnivåer upp till 21-nivå då han 2016 beslutade att spela för England istället.

## Uppväxt
Grealish föddes i Birmingham i West Midlands och växte upp i den närliggande orten Solihull. Han gick på en romersk-katolska grundskola vid namn Our Lady of Compassion och senare en annan romersk-katolska gymnasieskola i Solihull vid namn St Peters.
Grealish är av irländsk härkomst, då hans morfar var från County Dublin, hans farfar från Gort och hans farmor från Sneem. Tack vare sitt irländska arv spelade Grealish gaelisk fotboll för John Mitchels Hurling & Camogie Club mellan åren 10 och 14.
Grealishs yngre bror, Keelan, dog av plötslig spädbarnsdöd i april 2000 vid nio månaders ålder.
Grealishs farfars farfar, Billy Garraty, var också fotbollsspelare, som gjorde en landskamp för England 1903 och vann FA-cupen med Aston Villa 1905.

## Klubblagskarriär

### Aston Villa

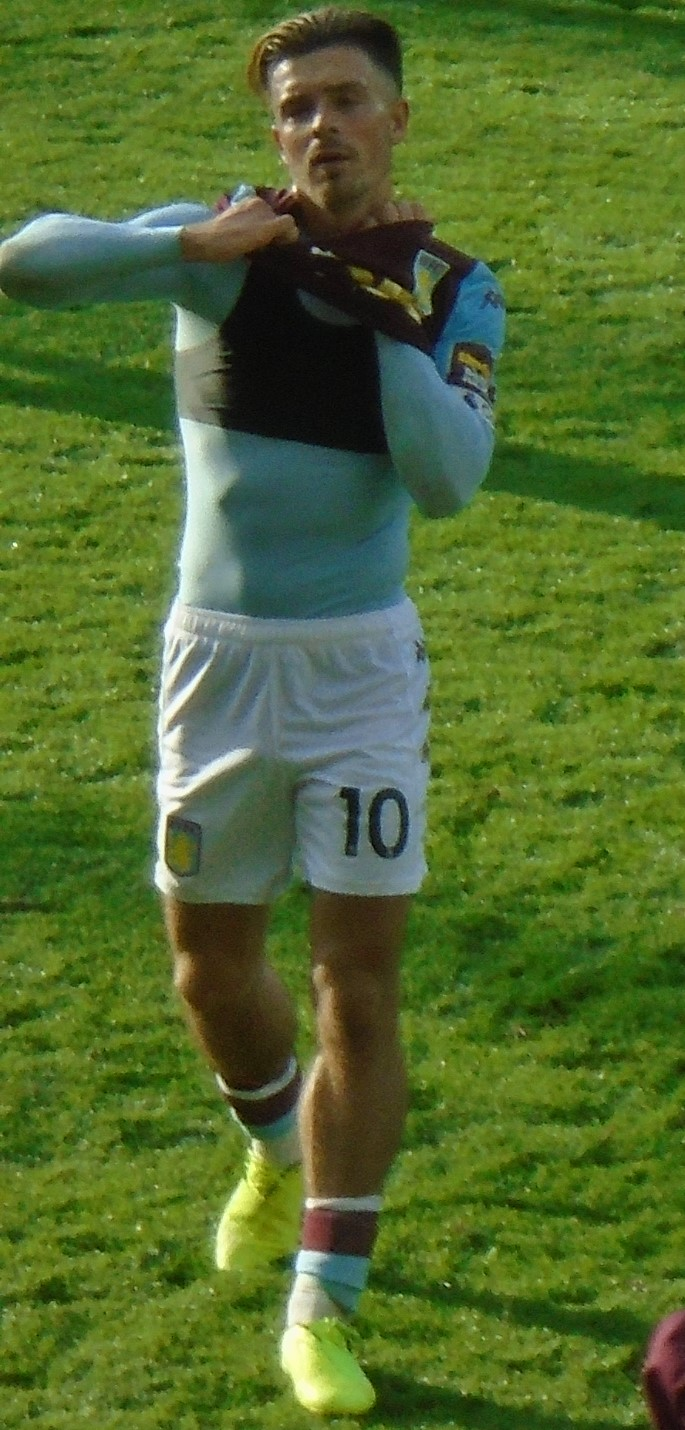
Grealish i Aston Villa

Jack Grealish började spela för Aston Villa som sexåring och gjorde sin professionella debut för klubben i maj 2014 mot Manchester City. Grealish gjorde sitt första mål för klubben mot Leicester City 2015, då han skruvade in bollen i mål från utanför straffområdet.
Han spelade total 213 matcher för klubben och gjorde 32 mål. 

### Manchester City
Sommaren 2021 värvades han av den engelska klubben Manchester City för en rekordsumma omkring £100 000 000. Grealishs debut för City kom i FA Community Shield, i en 1-0 förlust mot Leicester City den 7 augusti 2021. Han gjorde sitt första mål för klubben i en Premier League match mot Norwich City den 21 augusti 2021.

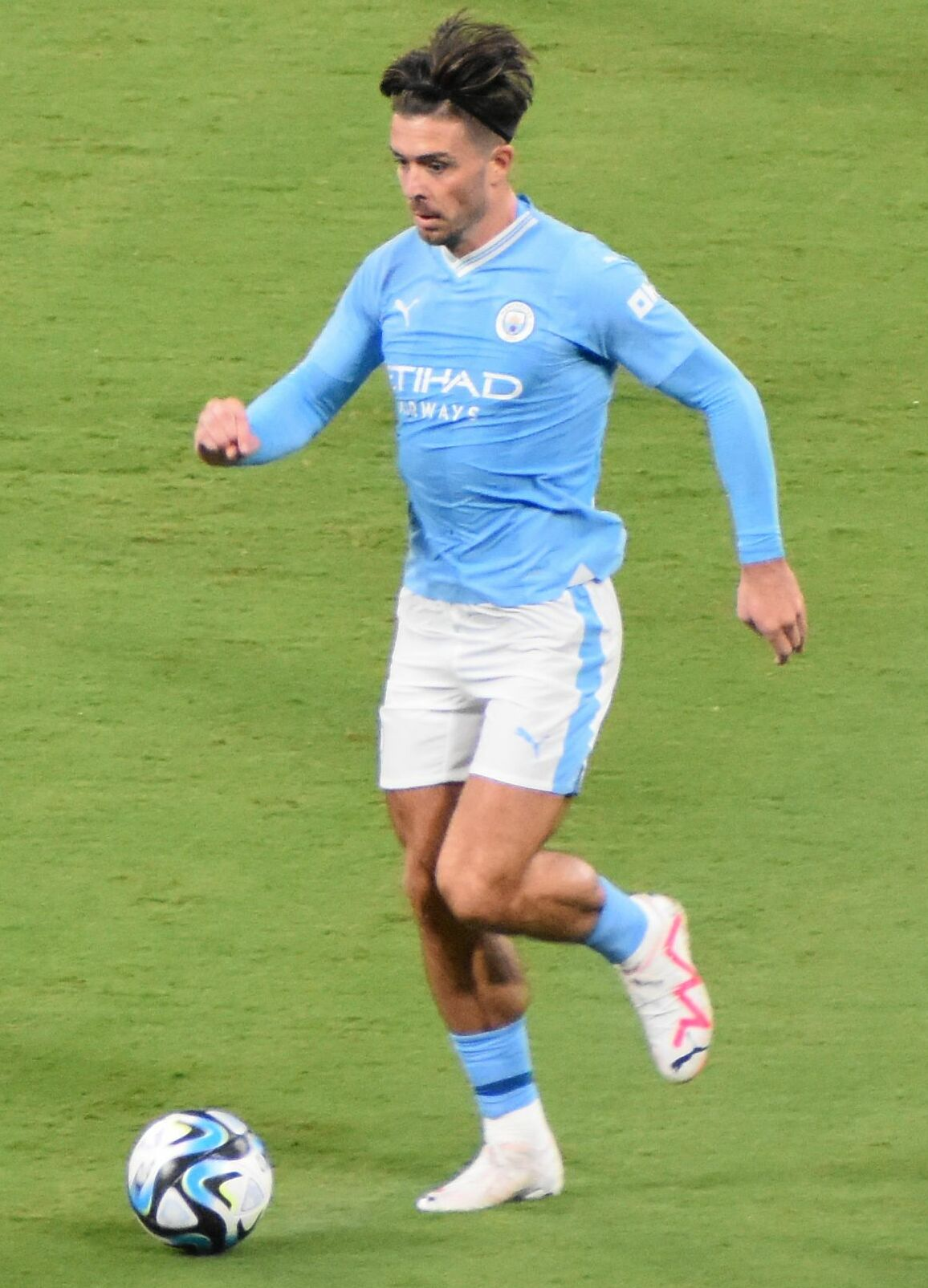
Grealish med City, 2023

## Landslagskarriär
Grealish är berättigad att representera England eller Irland internationellt och spelade för Irland upp till U21 innan han bekräftade sitt val att spela för England i september 2015.